# Luke Bambridge
Luke Bambridge (Londen, 20 april 1992) is een Britse tennisser. Hij is prof sinds 2013. Hij heeft 3 ATP-toernooien in het dubbelspel op zijn naam staan.

## Palmares
| Legenda                       | Legenda               |
| ----------------------------- | --------------------- |
| Grand Slam                    |                       |
| Olympische Spelen             |                       |
| tot 2009                      | vanaf 2009            |
| Tennis Masters Cup            | ATP Finals            |
| ATP Masters Series            | ATP Tour Masters 1000 |
| ATP International Series Gold | ATP Tour 500          |
| ATP International Series      | ATP Tour 250          |

### Dubbelspel
| Nr.                              | Datum             | Toernooi         | Ondergrond    | Partner           | Tegenstanders in finale                   | Score                | Details |
| -------------------------------- | ----------------- | ---------------- | ------------- | ----------------- | ----------------------------------------- | -------------------- | ------- |
| Gewonnen finales herendubbel     |                   |                  |               |                   |                                           |                      |         |
| 1.                               | 30 juni 2018      | ATP Eastbourne   | Gras          | Jonny O'Mara      | Ken Skupski Neal Skupski                  | 7-5, 6-4             | Details |
| 2.                               | 21 oktober 2018   | ATP Stockholm    | Hardcourt (i) | Jonny O'Mara      | Marcus Daniell Wesley Koolhof             | 7-5, 7-6(8)          | Details |
| 3.                               | 18 januari 2020   | ATP Auckland     | Hardcourt     | Ben McLachlan     | Marcus Daniell Philipp Oswald             | 7-6(3), 6-3          | Details |
| Verloren finales herendubbel     |                   |                  |               |                   |                                           |                      |         |
| 1.                               | 5 januari 2019    | ATP Pune         | Hardcourt     | Jonny O'Mara      | Rohan Bopanna Divij Sharan                | 3-6, 4-6             | Details |
| 2.                               | 3 maart 2019      | ATP São Paulo    | Gravel (i)    | Jonny O'Mara      | Federico Delbonis Máximo González         | 4-6, 3-6             | Details |
| 3.                               | 5 mei 2019        | ATP Estoril      | Gravel        | Jonny O'Mara      | Jérémy Chardy Fabrice Martin              | 5-7, 6-7(3)          | Details |
| 4.                               | 10 januari 2020   | ATP Doha         | Hardcourt     | Santiago González | Rohan Bopanna Wesley Koolhof              | 6-3, 2-6, [6-10]     | Details |
| 5.                               | 23 februari 2020  | ATP Delray Beach | Hardcourt     | Ben McLachlan     | Bob Bryan Mike Bryan                      | 6-3, 5-7, [5-10]     | Details |
| 6.                               | 2 mei 2021        | ATP Estoril      | Gravel        | Dominic Inglot    | Hugo Nys Tim Pütz                         | 5–7, 6–3, [3–10]     | Details |
| Gewonnen challengers herendubbel |                   |                  |               |                   |                                           |                      |         |
| 1.                               | 16 juli 2017      | Winnipeg         | Hardcourt     | David O'Hare      | Yusuke Takahashi Renta Tokuda             | 6-2, 6-2             |         |
| 2.                               | 15 oktober 2017   | Fairfield        | Hardcourt     | David O'Hare      | Akram El Sallaly Bernardo Oliveira        | 6-4, 6-2             |         |
| 3.                               | 6 mei 2018        | Savannah         | Gravel        | Akira Santillan   | Enrique López Pérez Jeevan Nedunchezhiyan | 6-2, 6-2             |         |
| 4.                               | 10 juni 2018      | Surbiton         | Gras          | Jonny O'Mara      | Ken Skupski Neal Skupski                  | 7-6(11), 4-6, [10-7] |         |
| 5.                               | 19 augustus 2018  | Vancouver        | Hardcourt     | Neal Skupski      | Marc Polmans Max Purcell                  | 4-6, 6-3, [10-6]     |         |
| 6.                               | 9 september 2018  | Chicago          | Hardcourt     | Neal Skupski      | Leander Paes Miguel Ángel Reyes-Varela    | 6-3, 6-4             |         |
| 7.                               | 30 september 2018 | Orléans          | Hardcourt (i) | Jonny O'Mara      | Yannick Maden Tristan-Samuel Weissborn    | 6-2, 6-4             |         |

## Prestatietabel grandslamtoernooien
| Legenda | Legenda                          |
| ------- | -------------------------------- |
| g.t.    | geen toernooi gehouden           |
| l.c.    | lagere categorie                 |
| –       | niet deelgenomen                 |
| G       | uitgeschakeld in de groepsfase   |
| 1R      | uitgeschakeld in de eerste ronde |
| 2R      | uitgeschakeld in de tweede ronde |
| 3R      | uitgeschakeld in de derde ronde  |
| 4R      | uitgeschakeld in de vierde ronde |
| KF      | uitgeschakeld in de kwartfinale  |
| HF      | uitgeschakeld in de halve finale |
| F       | de finale verloren               |
| W       | het toernooi gewonnen            |
| w-v     | winst/verlies-balans             |

### Dubbelspel
| Grandslamtoernooien  |      |      |      |      |    |
| Australian Open      | –    | –    | 2R   | 1R   | 2R |
| Roland Garros        | –    | –    | 1R   | 1R   | 1R |
| Wimbledon            | 1R   | 1R   | 1R   | g.t. | 2R |
| US Open              | –    | 1R   | KF   | 1R   |    |
| ATP Masters 1000     |      |      |      |      |    |
| Indian Wells         | –    | –    | –    | g.t. |    |
| Miami                | –    | –    | –    | g.t. | –  |
| Monte Carlo          | –    | –    | –    | g.t. | –  |
| Madrid               | –    | –    | –    | g.t. | –  |
| Rome                 | –    | –    | –    | –    | –  |
| Montreal/Toronto     | –    | –    | –    | g.t. |    |
| Cincinnati           | –    | –    | –    | –    |    |
| Shanghai             | –    | –    | –    | g.t. |    |
| Parijs               | –    | –    | –    | –    |    |
| Olympische Spelen    |      |      |      |      |    |
| Olympische Spelen    | g.t. | g.t. | g.t. | g.t. |    |
| statistieken         |      |      |      |      |    |
| totaal aantal titels | 0    | 2    | 0    | 1    | 0  |
| eindejaarsranking    | 280  | 56   | 51   | 62   |    |